# Équipe d'Angleterre de football au Championnat d'Europe 1988
L'équipe d'Angleterre de football participe à sa 3e phase finale de championnat d'Europe lors de l'édition 1988 qui se tient en Allemagne de l'Ouest du 10 juin 1988 au 25 juin 1988. Les Anglais terminent derniers du groupe 2 avec trois défaites en trois matchs.

## Phase qualificative
La phase qualificative est composée de quatre groupes de cinq nations et trois groupes de quatre nations. Les sept vainqueurs de poule se qualifient pour l'Euro 1988 et ils accompagnent la RFA, qualifiée d'office en tant que pays organisateur. L'Angleterre remporte le groupe 4.
| Rang | Équipe          | Pts | J | G | N | P | Bp | Bc | Diff |  | Résultats (▼ dom., ► ext.) |     |     |     |     |
| ---- | --------------- | --- | - | - | - | - | -- | -- | ---- |  | -------------------------- | --- | --- | --- | --- |
| 1    | Angleterre      | 11  | 6 | 5 | 1 | 0 | 19 | 1  | +18  |  | Angleterre                 |     | 2-0 | 3-0 | 8-0 |
| 2    | Yougoslavie     | 8   | 6 | 4 | 0 | 2 | 13 | 9  | +4   |  | Yougoslavie                | 1-4 |     | 3-0 | 4-0 |
| 3    | Irlande du Nord | 3   | 6 | 1 | 1 | 4 | 2  | 10 | -8   |  | Irlande du Nord            | 0-2 | 1-2 |     | 1-0 |
| 4    | Turquie         | 2   | 6 | 0 | 2 | 4 | 2  | 16 | -14  |  | Turquie                    | 0-0 | 2-3 | 0-0 |     |

## Phase finale

### Groupe 2
| Groupe 2 |                      |     |   |   |   |   |    |    |      |
|          | Équipe               | Pts | J | G | N | P | BP | BC | Diff |
| 1        | Union soviétique     | 5   | 3 | 2 | 1 | 0 | 5  | 2  | +3   |
| 2        | Pays-Bas             | 4   | 3 | 2 | 0 | 1 | 4  | 2  | +2   |
| 3        | République d'Irlande | 3   | 3 | 1 | 1 | 1 | 2  | 2  | 0    |
| 4        | Angleterre           | 0   | 3 | 0 | 0 | 3 | 2  | 7  | -5   |

| 12 juin | Angleterre           | 0 | 1 | République d'Irlande |
| 12 juin | Pays-Bas             | 0 | 1 | Union soviétique     |
| 15 juin | Angleterre           | 1 | 3 | Pays-Bas             |
| 15 juin | République d'Irlande | 1 | 1 | Union soviétique     |
| 18 juin | Angleterre           | 1 | 3 | Union soviétique     |
| 18 juin | République d'Irlande | 0 | 1 | Pays-Bas             |

| 12 juin 1988                      | Angleterre | 0 – 1 | République d'Irlande | Neckarstadion, Stuttgart                            |                                                     |
| 15:30 · Historique des rencontres |            |       | Houghton 6e          | Spectateurs : 51 573 Arbitrage : Siegfried Kirschen | Spectateurs : 51 573 Arbitrage : Siegfried Kirschen |
| 15:30 · Historique des rencontres | (Rapport)  |       |                      | Spectateurs : 51 573 Arbitrage : Siegfried Kirschen | Spectateurs : 51 573 Arbitrage : Siegfried Kirschen |

| 15 juin 1988                      | Angleterre | 1 - 3 | Pays-Bas                 | Rheinstadion, Düsseldorf                       |                                                |
| 17:15 · Historique des rencontres | Robson 53e |       | Van Basten 44e, 71e, 75e | Spectateurs : 63 940 Arbitrage : Paolo Casarin | Spectateurs : 63 940 Arbitrage : Paolo Casarin |
| 17:15 · Historique des rencontres | (Rapport)  |       |                          | Spectateurs : 63 940 Arbitrage : Paolo Casarin | Spectateurs : 63 940 Arbitrage : Paolo Casarin |

| 18 juin 1988                      | Angleterre | 1 – 3 | Union soviétique                                 | Waldstadion, Francfort-sur-le-Main                    |                                                       |
| 15:30 · Historique des rencontres | Adams 16e  |       | Aleinikov 3e · Mikhaïlitchenko 28e · Pasulko 72e | Spectateurs : 53 000 Arbitrage : José Rosa dos Santos | Spectateurs : 53 000 Arbitrage : José Rosa dos Santos |
| 15:30 · Historique des rencontres | (Rapport)  |       |                                                  | Spectateurs : 53 000 Arbitrage : José Rosa dos Santos | Spectateurs : 53 000 Arbitrage : José Rosa dos Santos |

## Effectif
Sélectionneur : Bobby Robson
| No. | Pos.      | Joueur          | Date de naissance et âge | Sélec. | Club              |
| --- | --------- | --------------- | ------------------------ | ------ | ----------------- |
| 1   | Gardien   | Peter Shilton   | 18 septembre 1949        | 98     | Derby County      |
| 2   | Défenseur | Gary Stevens    | 27 mars 1963             | 23     | Everton           |
| 3   | Défenseur | Kenny Sansom    | 26 septembre 1958        | 83     | Arsenal           |
| 4   | Milieu    | Neil Webb       | 30 juillet 1963          | 7      | Nottingham Forest |
| 5   | Défenseur | Dave Watson     | 20 novembre 1961         | 11     | Everton           |
| 6   | Défenseur | Tony Adams      | 10 octobre 1966          | 11     | Arsenal           |
| 7   | Milieu    | Bryan Robson    | 11 janvier 1957          | 66     | Manchester United |
| 8   | Milieu    | Trevor Steven   | 21 septembre 1963        | 23     | Everton           |
| 9   | Attaquant | Peter Beardsley | 18 janvier 1961          | 24     | Liverpool         |
| 10  | Attaquant | Gary Lineker    | 30 novembre 1960         | 32     | FC Barcelone      |
| 11  | Milieu    | John Barnes     | 7 novembre 1963          | 39     | Liverpool         |
| 12  | Milieu    | Chris Waddle    | 14 décembre 1960         | 34     | Tottenham Hotspur |
| 13  | Gardien   | Chris Woods     | 14 novembre 1959         | 12     | Glasgow Rangers   |
| 14  | Défenseur | Viv Anderson    | 29 juillet 1956          | 30     | Manchester United |
| 15  | Milieu    | Steve McMahon   | 20 août 1961             | 3      | Liverpool         |
| 16  | Milieu    | Peter Reid      | 20 juin 1956             | 13     | Everton           |
| 17  | Milieu    | Glenn Hoddle    | 27 octobre 1957          | 50     | AS Monaco         |
| 18  | Attaquant | Mark Hateley    | 7 novembre 1961          | 28     | AS Monaco         |
| 19  | Défenseur | Mark Wright     | 1er août 1963            | 20     | Derby County      |
| 20  | Défenseur | Tony Dorigo     | 31 décembre 1965         | 0      | Chelsea           |

## Navigation